# Maroua
Maroua er en by i det nordlige Cameroun med et indbyggertal (pr. 2001) på cirka 299.000. Byens primære beskæftigelseskilde er produktion af bomuld.
1. ↑  webcitation.org (fra Wikidata).